# Sergej Golubev
Sergej Viktorovič Golubev (in russo Сергей Викторович Голубев?; traslitterazione anglosassone Sergey Viktorovich Golubev; 28 gennaio 1978) è un bobbista russo.

## Biografia
Viene ricordato come vincitore di una medaglia di bronzo nella sua disciplina, vittoria avvenuta ai campionati mondiali del 2003 (edizione tenutasi a Lake Placid, Stati Uniti d'America) insieme ai connazionali Aleksandr Zubkov, Aleksej Selivërstov e Dmitrij Stëpuškin. Nell'edizione l'argento andò alla squadra statunitense, l'oro alla Germania. Vinse anche una medaglia d'argento nel 2005.

## Palmarès

### Mondiali
- 2 medaglie:
  - 1 argento (bob a quattro a Lake Placid 2003);
  - 1 bronzo (bob a quattro a Calgary 2005).